# Devin Duvernay
Pour les articles homonymes, voir Duvernay.
(en) Statistiques sur pro-football-reference
Devin Duvernay, né le 12 septembre 1997 à Sachse au Texas, est un sportifprofessionnel américain de football américain jouant au poste de wide receiver dans la National Football League (NFL) depuis la saison 2020, et actuellement chez les Jaguars de Jacksonville.
Il est sélectionné en 92e choix global lors du troisième tour de la draft 2020 de la NFL par la franchise des Ravens de Baltimore où il joue quatre saisons. Devenu agent libre en 2024, il rejoint les Jaguars.
Au niveau universitaire, il a joué pour les Longhorns de l'université du Texas à Austin pendant quatre saisons (2016-2019) dans la NCAA Division I FBS et sa Big 12 Conference. Il est sélectionné dans la première équipe de la Big Ten en 2019.

## Statistiques

### Universitaires
| Année       | Équipe             | Statut      | MJ |     | Passes réceptionnées | Passes réceptionnées | Passes réceptionnées | Passes réceptionnées |       | Courses | Courses | Courses | Courses |
| Année       | Équipe             | Statut      | MJ | Nb. | Yards                | Moy.                 | TD                   | Nb.                  | Yards | Moy.    | TD      |         |         |
| 2016        | Longhorns du Texas | Fr.         | 10 | 020 | 0 412                | 20,6                 | 3                    | 0                    | 0     | 00,0    | 0       |         |         |
| 2017        | Longhorns du Texas | So.         | 08 | 09  | 0 124                | 13,8                 | 0                    | 0                    | 0     | 00,0    | 0       |         |         |
| 2018        | Longhorns du Texas | Jr.         | 14 | 041 | 0 546                | 13,3                 | 4                    | 01                   | 10    | 10,0    | 0       |         |         |
| 2019        | Longhorns du Texas | Sr.         | 13 | 106 | 1 386                | 13,1                 | 9                    | 10                   | 24    | 02,4    | 1       |         |         |
| Totaux NCAA | Totaux NCAA        | Totaux NCAA | 45 | 176 | 2 468                | 13,1                 | 9                    | 11                   | 34    | 03,1    | 1       |         |         |

### Professionnelles
| Année         | Équipe                  | MJ |                | Passes réceptionnées | Passes réceptionnées | Passes réceptionnées | Passes réceptionnées |                | Courses        | Courses        | Courses | Courses |  | Fumbles | Fumbles |
| Année         | Équipe                  | MJ | Nb.            | Yards                | Moy.                 | TD                   | Nb.                  | Yards          | Moy.           | TD             | Nb.     | Perdus  |  |         |         |
| 2020          | Ravens de Baltimore     | 16 | 20             | 201                  | 10,1                 | 0                    | 04                   | 70             | 7,7            | 0              | 0       | 0       |  |         |         |
| 2021          | Ravens de Baltimore     | 16 | 33             | 272                  | 08,2                 | 2                    | 07                   | 50             | 7,8            | 0              | 1       | 2       |  |         |         |
| 2022          | Ravens de Baltimore     | 14 | 37             | 407                  | 11,0                 | 3                    | 12                   | 84             | 8,3            | 1              | 1       | 3       |  |         |         |
| 2023          | Ravens de Baltimore     | 13 | 04             | 018                  | 04,5                 | 0                    | 04                   | 15             | 2,0            | 0              | 0       | 1       |  |         |         |
| 2024          | Jaguars de Jacksonville | ?  | Saison à venir | Saison à venir       | Saison à venir       | Saison à venir       | Saison à venir       | Saison à venir | Saison à venir | Saison à venir |         |         |  |         |         |
| Totaux NFL    | Totaux NFL              | 59 | 94             | 898                  | 09,6                 | 5                    | 27                   | 219            | 6,9            | 1              | 2       | 6       |  |         |         |
| Totaux Ravens | Totaux Ravens           | 59 | 94             | 898                  | 09,6                 | 5                    | 27                   | 219            | 6,9            | 1              | 2       | 6       |  |         |         |

## Vie privée
Duvernay est le cousin de Kyler Murray, quarterback des Cardinals de l'Arizona.
Son frère jumeau, Donovan a été joueur universitaire au poste de defensive back pour les Longhorns du Texas et les Demons de Northwestern State.